# Demeter Hedvig
Demeter Hedvig névvariáns: Demeter Hédi (Budapest, 1926. szeptember 12. – Budapest, 1981. június 8.) Jászai Mari-díjas magyar színésznő, érdemes művész.

## Életpályája
Gimnáziumi érettségi bizonyítványát a budapesti Erzsébet Leánygimnáziumban szerezte, majd felsőfokú tanulmányait a Közgazdasági Egyetemen folytatta.
1945-től a Nemzeti Színházban kezdte pályáját. Dolgozott a Magyar Rádió társulatában, a Magyar Néphadsereg Színházban 1954-ig, majd újra a rádióban 1958-ig. Innen szerződött a kecskeméti Katona József Színházhoz. 1962-ben az egri Gárdonyi Géza Színház, 1966-ban a kaposvári Csiky Gergely Színház, 1969-től a Békés Megyei Jókai Színház, 1972-től pedig a miskolci Déryné Színház társulatának tagja, ahol haláláig  a színház vezető színésznője volt.
Színészi alkatánál fogva, mint tragika játszott főszerepeket, de repertoárján vígjátékok is szerepeltek. Házasságát Simon Györggyel 1954-ben kötötte. A halál 1981. június 8-án Budapesten érte.

## Filmjei
- Vasvirág (1958)
- Banán és bukta (1973)
- A csodadoktor (1973)
- Plusz-mínusz egy nap (1973)
- Utolsó padban (1975)
- Kilenc hónap (1976)
- Lincoln Ábrahám álmai (1976)
- Névnap (1980)

## Díjai, elismerései
- Jászai Mari-díj (1968)
- Érdemes művész (1980)

## Színpadi szerepeiből
A Színházi adattárban regisztrált bemutatóinak száma: 62. Ugyanitt öt színházi fotón is látható.
- Shakespeare: Macbeth... Lady Macbeth
- Shakespeare: Rómeó és Júlia... Dajka
- Shakespeare: Othello... Emília
- Shakespeare: IV. Henrik... Sürge asszony
- Shakespeare: A windsori víg nők... Page-né
- Shakespeare: Vízkereszt... Mária, Olivia komornája
- Csehov: Három nővér... Olga
- Csehov: A sirály... Arkagyina, Irina Nyikolajevna színésznő
- Lorca: Bernarda Alba háza... Angustias
- Schiller: Ármány és szerelem... Lady Milford
- Schiller: Stuart Mária... Erzsébet
- Osztrovszkij: Zivatar... Fjoklusa
- Dürrenmatt: A milliomosnő látogatása... Claire Zachanassian
- Arthur Miller: Édes fiaim... Sue Bayliss
- Arthur Miller: A salemi boszorkányok... Elisabeth Proctor
- Euripidész: Hekabé... Hekabé
- Euripidész: Élektra... Klütaimnésztra
- Arisztophanész: Nőuralom... Praxagora, athenaei nő
- Plautus: A hetvenkedő katona... Andiphila
- Albert Camus: A félreértés... Az anya
- Aldo Nikolaj: Festett pillangók... Edda
- Marcel Achard: Féleszű lány (A bolond lány)... Marie-Dominique Beaurevers
- Makszim Gorkij: Az utolsó nemzedék... Szokolova
- Katona József: Bánk bán... Gertudis
- Csiky Gergely: Buborékok... Szidónia
- Csiky Gergely: Nagymama... Szerafin
- Molnár Ferenc: Olympia... Lina grófnő
- Gárdonyi Géza: Egri csillagok... Fintáné
- Kós Károly: István király (Az országépítő)... Sarolt, Géza felesége
- Páskándi Géza: A rab kocsija és a kocsi rabja vagy röviden: A kocsi Rabjai... Emma, Becze felesége
- Tersánszky Józsi Jenő: Kakuk Marci... Csuriné, Linka anyja, vén boszorka
- Illyés Gyula: Lélekbúvár... Özv. Gáboryné
- Illyés Gyula: Fáklyaláng... Kossuthné
- Schwajda György Segítség... A ház képviseletében Polgárné
- Kertész Ákos: Sziklafal... Anyuska
- Görgey Gábor: Handabasa avagy A fátyol titkai... Katica, veterán nyelvújító
- Mesterházi Lajos: A tizenegyedik parancsolat... Marika, az író felesége
- Berkesi András: Siratófal... Sára
- Kállai István: Majd a papa... Éva
- Kállai István: Kötéltánc... Vera
- Tabi László: Különleges világnap... Elli
- Gyárfás Miklós: Kisasszonyok a magasban... Zsófia, a családfő kisasszony
- Gyurkovics Tibor: Őszinte részvétem (Csóka-család)... Anya
- Romhányi József: Hamupipőke... Hétzsákné
- Felkai Ferenc: A hercegkisasszony... Terézia
- Kellér Dezső - Szenes Iván: Három tavasz... Paula
- Kacsóh Pongrác: János vitéz... A gonosz mostoha
- H. Márjás Magda: Nyiss ajtót, ha kopogtatnak... Piros
- Révész Gy. István: Az első 36 óra... Mária
- Szűcs György: Elveszem a feleségem... Lenkei Zsóka
- Serfőző Simon: Otthontalanok... Id. Csendáné
- Hervé: Nebáncsvirág... Gimbletfe
- Victor Eftimiu: A csavargó... Raluca, Filimon felesége
- Leonyid Nyikolajevics Rahmanov: Viharos alkonyat... Maria Lvovna, a professzor neje
- Cezar Bogoszlovszkij: Nyári kaland... Madelaine
- Ivan Bukovčan: Mielőtt a kakas megszólal... Babjákné, bábaasszony
- Krzysztof Choinski: ...távollétében ...Eufrosina
- Richard Brinsley Sheridan: A tragédia próbája... Tilburina
- Victorien Sardou - Émil de Najac: Váljunk el!... Cyprienne
- Robert Thomas: Az áldozat visszatér... Alice Postic

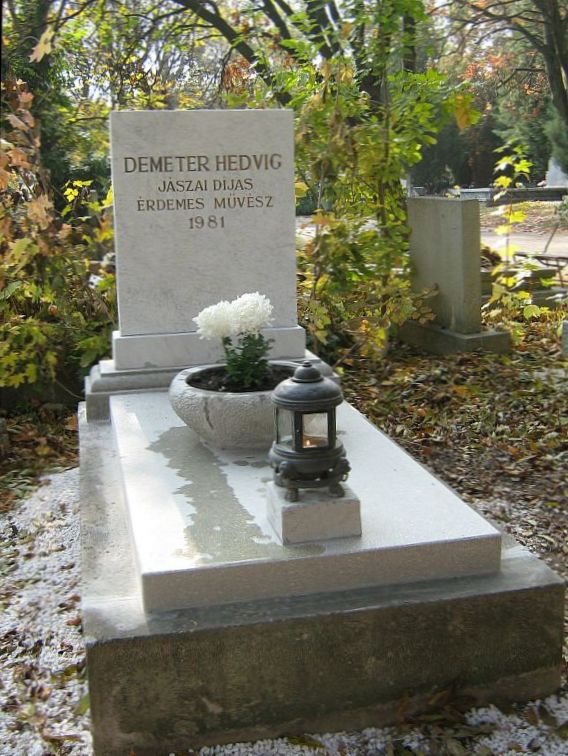
Sírja Budapesten. Farkasréti temető: 36/2-1-135